# HD 164922 b
HD 164922 b ist ein Exoplanet, der den Hauptreihenstern HD 164922 alle 1155 Tage umkreist. Auf Grund seiner hohen Masse wird angenommen, dass es sich um einen Gasplaneten handelt.

## Entdeckung
Der Planet wurde mit Hilfe der Radialgeschwindigkeitsmethode von Paul Butler et al. im Jahr 2006 entdeckt.

## Umlauf und Masse
Der Planet umkreist seinen Stern in einer Entfernung von ca. 2,11 Astronomischen Einheiten und hat eine Masse von ca. 114,4 Erdmassen bzw. 0,36 Jupitermassen.